# Военно-промышленный комплекс России

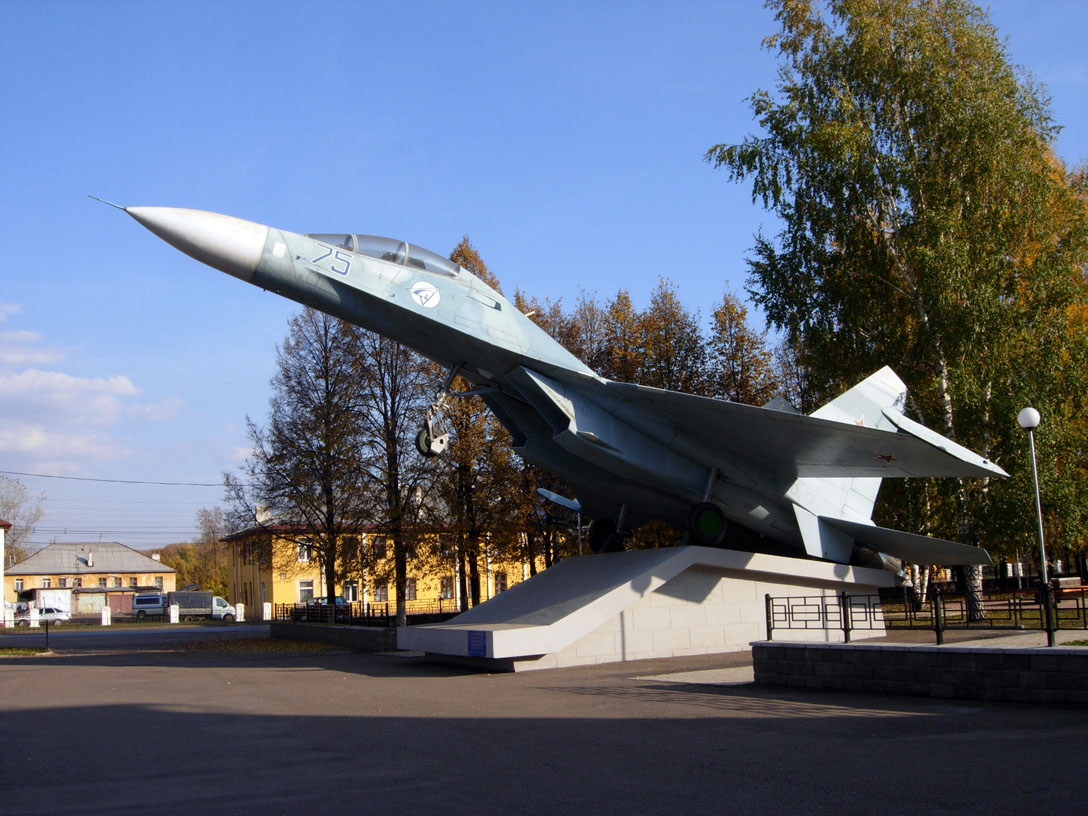
Истребитель Су-27 перед заводом Уфимского моторостроительного производственного объединения

Вое́нно-промы́шленный ко́мплекс (ВПК) России (в официальных документах обозначается термином: оборонно-промышленный комплекс (ОПК) Российской Федерации) — совокупность научно-исследовательских, испытательных организаций и производственных предприятий, выполняющих разработку, производство, хранение, постановку на вооружение военной и специальной техники, амуниции, боеприпасов и т. п. преимущественно для вооружённых сил и других государственных силовых структур, а также на экспорт.
В 2007 году объём реализации ОПК России составил $18,6 млрд, из них $11,6 млрд приходилось на государственный заказ, $7 млрд — на экспорт; доля России на мировом рынке вооружений составляет 25 % (на 2016).
В оборонной промышленности России работают около 3,5 миллионов человек..
Разрешением поставок вооружения на экспорт в стране занимается Федеральная служба по военно-техническому сотрудничеству (ФСВТС).
Наименования компаний военно-промышленного комплекса иногда имеют слово "специальный", "специального", "специализированное", "экспериментальный", "oпытный", "центральный", "oсобое".

## История

### 1990-е годы
В 1990-х годах Правительством был резко сокращён гособоронзаказ, многие оборонные предприятия прошли процедуру банкротства, другие переориентировались на выпуск гражданской продукции.

### 2000-е годы
В апреле 2000 года указом президента России В. Путина государственный посредник в сфере ВТС компания «Российские технологии» была включена в состав другого посредника — компании «Промэкспорт». Это был первый шаг к объединению государственных посредников в сфере ВТС.
23 октября 2000 года Путин подписал указ, который снял ограничения, запрещавшие передачу более 10 % акций государственных предприятий ОПК в управление головным фирмам холдингов. Снятие этих ограничений позволило правительству начать образование концернов в сфере ОПК.
4 ноября 2000 года Путин подписал указ об объединении двух посредников в сфере ВТС (компаний «Промэкспорт» и «Росвооружения») в единого посредника — компанию «Рособоронэкспорт». Руководитель «Росвооружений» А. Огарёв был снят с должности. Бывший заместитель директора «Промэкспорта» А. Бельянинов был назначен главой «Рособоронэкспорта», бывший руководитель «Промэкспорта» С. Чемезов — заместителем генерального директора «Рособоронэкспорта». Чемезов и Бельянинов являлись бывшими сослуживцами Путина по ПГУ КГБ СССР.
1 декабря 2000 года Путин подписал указ о создании Комитета Российской Федерации по военно-техническому сотрудничеству с иностранными государствами (КВТС) — федерального органа исполнительной власти по регулированию и контролю экспорта вооружений. Руководителем КВТС был назначен М. А. Дмитриев. Кураторство со стороны государства за военно-техническим сотрудничеством было передано от подчинённого председателю правительства М. Касьянову Минпромнауки России к Минобороны, напрямую подчиняющемуся президенту России.
17 октября 2001 года Путин отправил в отставку главу Минпромнауки России А. Дондукова. Вместо него на должность министра был назначен вице-премьер И. Клебанов.
29 октября 2001 года указом Путина была образована авиационная холдинговая компания «Сухой», полностью находящаяся в госсобственности. Позже в АХК «Сухой» были переданы крупные пакеты акций ОКБ Сухого, НПК «Иркут» и ТАНТК имени Бериева. Также согласно указу были акционированы Комсомольское-на-Амуре авиапроизводственное объединение и Новосибирское авиапроизводственное объединение с передачей большей части их акций в АХК «Сухой».
В ноябре 2001 года в ходе заседания комиссии по вопросам военно-технического сотрудничества Путин потребовал привести в порядок сферу послепродажного обслуживания российской военной техники и поставок запасных частей.
23 апреля 2002 года Путин подписал указ, согласно которому был образован холдинг на основе концерна «Антей» и НПО «Алмаз». В холдинг были включены несколько десятков российских предприятий, разрабатывающих и производящих системы ПВО и ПРО. Холдингу были переданы основные предприятия, относящиеся до этого к группе «Оборонительные системы».
В апреле 2003 году Путин назначил А. Бурутина своим советником по вопросам военно-технической политики. В ведение Бурутина попали сферы государственного оборонного заказа, военно-технического сотрудничества и реформы ВПК.
В 2004 году КВТС был реорганизован в Федеральную службу по военно-техническому сотрудничеству при министерстве обороны РФ, а Госкомоборонзаказ — в Федеральную службу по оборонному заказу при Министерстве обороны РФ.
В 2006 году была утверждена российская государственная программа развития вооружений на 2007—2015 годы, предусматривающая закупку и разработку боевой техники (военно-транспортной авиации, космических средств, автотранспорта, бронетехники, ПРО и ПВО, судов и подводных лодок) для армии России. На финансирование этой программы в общей сложности за время её действия будет выделено 4,9 трлн рублей.
В 2006 году была образована Военно-промышленная комиссия при правительстве России. На неё легли задачи реализации государственной военно-промышленной политики и вопросы военно-технического обеспечения обороны страны, правоохранительной деятельности и безопасности государства.
1 марта 2007 года указом президента России В. Путина единым государственным посредником в военно-техническом сотрудничестве стал «Рособоронэкспорт», а производители вооружений лишились права экспорта конечной продукции.
11 сентября 2007 года первый вице-премьер С. Б. Иванов сообщил, что ОПК России переходит на заключение долгосрочных (сроком более 3 лет) контрактов. Ранее контракты заключались на один год. Это нововведение было связано с переходом России на трёхлетний госбюджет.
С 1 января 2008 года по решению Военно-промышленной комиссии все закупки для вооружённых сил производятся посредством Федерального агентства по поставкам вооружений, военной, специальной техники и материальных средств (ФСВТС).
В 2009 году государство около 6 миллиардов рублей выделило в виде субсидий на текущее кредитование предприятий ОПК, 60 млрд рублей — в виде взносов в уставные капиталы предприятий. За тот же год было выдано 76 млрд государственных гарантий для этих предприятий. Общий объём государственной поддержки предприятий ОПК за 2009—2010 годах составил около 220 млрд рублей.
Началось серийное производство ПЗРК «Игла-С» (2004 год), ударного вертолёта Ми-35М (2005 год), боевого вертолёта Ка-52 (2008 год).
Приняты на вооружение шахтный вариант МБР «Тополь-М» (2000 год), танк Т-90А (2005 год), ОТРК «Искандер-М» (2006 год), мобильный вариант МБР «Тополь-М», ЗРК С-400 (2007 год), корвет проекта 20380 (2008 год), МБР «Ярс» (2009 год).
Начались поставки в Вооружённые силы России фронтовых бомбардировщиков Су-34 (2006 год), учебно-боевых самолётов Як-130 (2009 год).

### 2010-е годы
В начале 2011 года в основном завершили структурную реформу ОПК. В новую структуру вошли 50 интегрированных структур, на которые приходится 60 % продукции ОПК. 

В 2012 году оборонная промышленность была объединена в пять холдингов (напр., НПО «Прибор» должен был отвечать за патронные заводы).
Началось серийное производство ПЗРК «Верба» (2011 год), военно-транспортного самолёта Ил-76МД-90А (2014 год).
Приняты на вооружение береговой ракетный комплекс «Бастион», БПЛА «Орлан-10» (2010 год), крылатая ракета Х-101, авиационная ракета Х-38, ЗРК «Тор-М2У», ЗРПК «Панцирь-С1», комплекс РЭБ «Красуха-4» (2012 год), бронетранспортёр БТР-82А, АПЛ проекта «Борей» (2013 год), фронтовой бомбардировщик Су-34, ПТРК «Штурм-СМ», АПЛ проекта «Ясень» (2014 год), фрегат проекта 11356 (2016 год).
Начались поставки в Вооружённые силы России истребителей Су-35С и Су-30СМ (2012 год). Совершил первый полёт перспективный истребитель Су-57 (2010 год).
В октябре 2016 года объявили о завершении работ по созданию истребителя поколения 4++ МиГ-35; в начале  2017 года начались испытания в воздухе и прошла официальная презентация МиГ-35.

### 2020-е годы
В начале сентября 2022 года премьер-министр России Михаил Мишустин подписал распоряжение о строительстве двух бронетанковых предприятий, на которых будет осуществляться ремонт вооружения и техники.  Один из них — 71-й автобронетанковый ремонтный завод на 365 рабочих мест будет создан в Раменском Московской области. Второй — 72-й  завод на 227 рабочих мест появится в Каменск-Шахтинске Ростовской области. Оба предприятия будут находиться в подчинении Минобороны РФ, которому было поручено в течение двух месяцев назначить руководителей заводов.
20 сентября президент России Владимир Путин на встрече с главами компаний ОПК потребовал нарастить производственные мощности ряда предприятий, максимально загрузить оборудование и, не снижая качества, сократить сроки производства. По его данным, за первые полгода 2022 года Россия экспортировала военной техники и оборудования на сумму более чем 6 млрд долларов. Он потребовал от предприятий ОПК «изучать <запасы арсеналов НАТО>, то, что там есть и используется против нас». Ранее вице-премьер Юрий Борисов заявил о том, что Россия будет наращивать производство авиационных беспилотников.
18 января 2023 года на встрече с рабочими Обуховского завода концерна «Алмаз-Антей» президент РФ Владимир Путин заявил, что одна из задач оборонных предприятий производить 30% продукции гражданского назначения. По его словам, в 2021 году было 27%, но выпуск боевой техники увеличился, поэтому необходимо развивать гражданский сектор.
По данным издания Die Welt, несмотря на санкции, в 2023 году российская военная промышленность выглядит сильнее, чем когда-либо. Военные заводы «Ростеха» под руководством Сергея Чемезова работают на полную мощность, нередко в четыре смены. У России сохранился доступ к западным высокотехнологичным компонентам, передовым чипам и интегральным схемам, необходимым для производства вооружений. Молодые квалифицированные рабочие и IT-специалисты, в случае перехода на оборонные предприятия, освобождаются от призыва в армию. Таким образом ВПК РФ, по мнению издание, получило новое необходимое поколение высококлассных рабочих.
В середине июня 2023 года президент России Владимир Путин сообщил о том, что не имевшие ранее отношение к ВПК РФ сотни частных предприятий подключились к производству военной продукции.
9 августа 2023 года Владимир Путин подписал указ устанавливающий новое почётное звание для работников оборонных предприятий, выполняющих гособоронзаказ «Заслуженный работник оборонно-промышленного комплекса Российской Федерации». Это звание будет присваиваться за личные заслуги в разработке и создании образцов вооружения, в выполнении заданий гособоронзаказа с опережением графика и т.д.
По данным Минобороны РФ в 2023 году по сравнению с началом 2022 года количество закупаемого и модернизированного оружия в рамках оборонзаказа выросло в 5 раз.  Количество поставляемых БПЛА «Орлан»выросло в 52 раза; танков Т-90 и Т-72 — в 3,6 раза, БМП-3 — в 2,1 раза, БТР-82А — в 4 раза, Тигр-М — в 2 раза. Также в 2023 году на вооружение ВВС РФ поступят два новых и два модернизированных стратегических ракетоносца Ту-160.
По данным Минпромторга, в 2023 году российский ВПК нуждался более чем в 16 000 высококвалифицированных работниках, которые могли бы быть задействованы в сферах производства наиболее востребованного вооружения и техники. При этом предприятия, выпускающие средства поражения, вышли на уровень, при котором в месяц выпускают продукции больше чем в сумме за весь 2022 год. В целом, к середине 2023 года ВПК РФ произвёл вооружения и техники больше чем за прошлый год.
По данным Военно-промышленной комиссии к августу 2023 года количество вооружений поставляемых в российскую армию, превысило её текущие потребности.
По сведениям Минобороны Эстонии, опубликованным в сентябре 2023 года, российских военная промышленность несмотря на международные санкции продолжала производить артиллерийские боеприпасы в восемь раз быстрее чем Запад и в семь раз дешевле. Учитывая те человеческие и финансовые ресурсы, которые государство выделяет на производство боеприпасов, РФ будет и дальше производить боеприпасы быстрее, чем Европа.
В сентябре 2023 года президент РФ В. Путин сообщил о формировании госпрограммы вооружений на 2025-2034 годы, предусматривающей существенное увеличение выпуска вооружений, специальной и военной техники, в связи с текущими обстоятельствами: боевыми действиями на Украине, санкционным давлением на Россию и ростом численности ВС РФ. По его словам, на текущий момент необходимо увеличить выпуск ПВО и средств контрбатарейной борьбы. При этом по сравнению с 2022 году производство бронетехники увеличилось в два раза, востребованных средств поражения в три.
За 2023 и 2024 годы Генпрокуратура добились возвращения в государственную собственность 15 стратегических предприятий военно-промышленного комплекса.
C 2021 года по май 2024  производство ракетно-артиллерийского вооружения выросло более чем в 22 раза, средств РЭБ и разведки — в 15 раз, средств поражений и боеприпасов — в 14 раз, автомобилей  — в 7 раз, средств индивидуальной защиты — в 6 раз, авиации и БПЛА — в 4 раза, по бронетанковой технике в 3,5 раза.
26 июня 2024 года в отчёте Королевского объединенного института оборонных исследований указано, что западные санкции не смогли помешать производству оружия в России. В РФ отмечается общее увеличение производства артиллерийских снарядов, ракет и беспилотных летательных аппаратов.
По информации из отчёта Кильского института мировой экономики, с 4 квартала 2022 года по 2 квартал 2024 года рост производства бронетехники составил 141% (с 585 до 1509 в квартал). Производство артиллерии выросло на 149%  (с 45 до 112 в квартал). Рост производства систем ПВО малой дальности составил 200% (с 9 до 38 в квартал), средней и большой дальности — на 100% (с 6 до 12 в квартал).  Производство танков РФ выросло на 215% (с 123 до 387 в квартал). Рост производства БПЛА «Ланцет» составил 475% (с 93 до 535 в квартал). При этом 80% производства танков и бронетехники приходится на модернизацию хранящихся в запасе экземпляров.
По сообщению президента РФ Владимира Путина, в 2024 году предприятия ВПК России полностью выполнили госзаказ. При этом  в два раза выросло производство средств поражения, систем связи, разведки и РЭБ. В армию было поставлено более 4000 единиц бронетехники, 180 боевых самолетов и вертолетов, а также свыше 1,5 млн беспилотников разных типов — в войска ежедневно поставлялось порядка 4000 FPV-дронов.

## Центры оборонного производства

### Производство ядерного оружия
| - Саров (Арзамас-16); - Заречный (Пенза-19); - Новоуральск (Свердловск-44); - Лесной (Свердловск-45); |  | - Снежинск (Челябинск-70); - Озёрск (Челябинск-65); - Трёхгорный (Златоуст-36); - Северск (Томск-7); |  | - Железногорск (Красноярск-26); - Зеленогорск (Красноярск-45); - Ангарск; - и другие. |

### Ракетно-космическая промышленность
| - Калининград; - Санкт-Петербург; - Химки; - Тула; - Москва; - Королёв; - Ковров; - Курган | - Воронеж; - Ростов-на-Дону; - Волгоград; - Саратов; - Нижний Новгород; - Казань; - Ульяновск; |  | - Самара; - Киров; - Ижевск; - Воткинск; - Пермь; - Екатеринбург; - Омск; |  | - Новосибирск; - Бийск; - Железногорск (Красноярск-26); - Красноярск; - Иркутск; - Миасс - и другие. |

### Авиационная промышленность
| - Санкт-Петербург; - Смоленск; - Калуга; - Москва; - Воронеж; - Таганрог; |  | - Ростов-на-Дону; - Саратов; - Нижний Новгород; - Казань; - Ульяновск; |  | - Самара; - Уфа; - Пермь; - Омск; - Новосибирск; |  | - Иркутск («Иркут»); - Улан-Удэ; - Комсомольск-на-Амуре; - Арсеньев («Прогресс»); - и другие. |

### Бронетанковая промышленность
- Арзамас;
- Нижний Новгород;
- Нижний Тагил («Уралвагонзавод»);
- Челябинск («Челябинский тракторный завод»);
- Курган;
- Омск;
- Барнаул;
- Рубцовск
- и другие.

## Предприятия

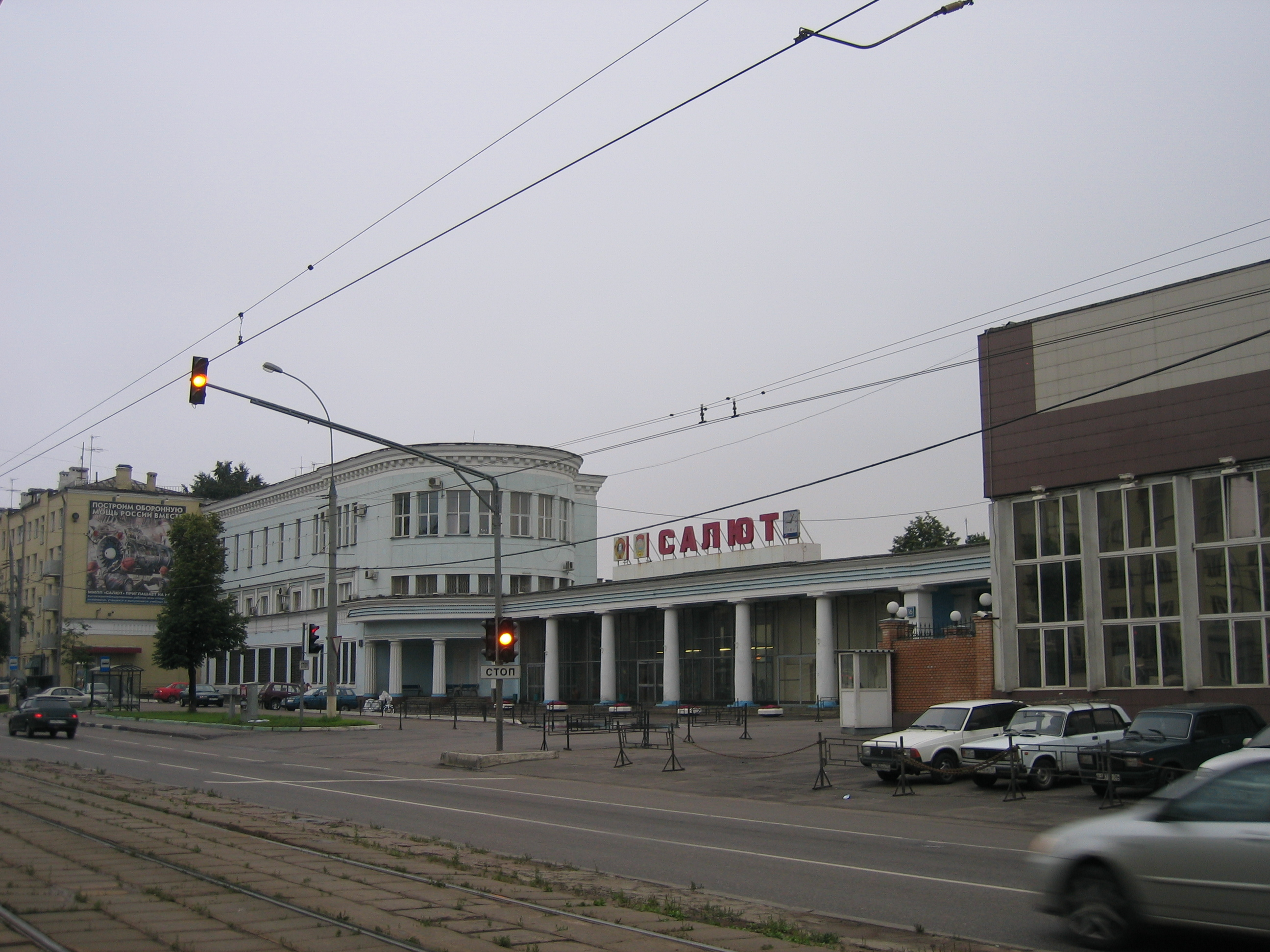
Центральная проходная ММПП «Салют» на просп. Будённого в Москве

Российские компании ОПК: «Ростех», Оборонпром, Моторостроитель, Уралвагонзавод, Ижевский машиностроительный завод, Мотовилихинские заводы, Нижегородский машиностроительный завод, Воткинский завод и другие.
| Компания                                                          | Выручка от реализации, млн руб. | Год отчётности |
| ----------------------------------------------------------------- | ------------------------------- | -------------- |
| ОАО «Концерн ПВО „Алмаз-Антей“»; в том числе:                     | 127432                          | 2011           |
| ОКБ «Новатор»                                                     | 8538,1                          | 2009           |
| Объединённая авиастроительная корпорация"; в том числе:           | 114 000                         | 2009           |
| ОАО «АХК „Сухой“»                                                 | 49 100                          | 2009           |
| ПАО «Яковлев»                                                     | 36 806,7                        | 2009           |
| АО "РСК «МиГ»                                                     | 56 000                          | 2015           |
| ОАО «Объединённая двигателестроительная корпорация»; в том числе: | 72 347                          | 2009           |
| ОАО «Уфимское моторостроительное ПО»                              | 20 014                          | 2009           |
| ОАО «НПО Сатурн»                                                  | 15 779                          | 2007           |
| ОАО «Вертолёты России»                                            | 57 674,1                        | 2009           |
| ОАО НПК «Уралвагонзавод им. Дзержинского»                         | 36 272,4                        | 2009           |
| ОАО «Корпорация „Тактическое ракетное вооружение“»                | 31 367,5                        | 2009           |
| ОАО ПО «Севмашпредприятие»                                        | 21 160,8                        | 2009           |
| ОАО «Корпорация „Аэрокосмическое оборудование“»                   | 20 966                          | 2007           |
| ФГУП «ММПП Салют»                                                 | 16 513,2                        | 2009           |
| ФГУП «КБ приборостроения»                                         | 12 680                          | 2007           |
| ПАО СЗ «Северная верфь»                                           | 10 719,5                        | 2009           |
| Группа «Мотовилихинские заводы»                                   | 8200                            | 2009           |
| ОАО «Курганский машиностроительный завод»                         | 4855                            | 2009           |
| ОАО "ПО «УОМЗ»                                                    | 3828,5                          | 2009           |

## Выпускаемая и проектируемая техника
| Название                            | Фото               | Тип                                 | Статус                | Разработчики         | Производители                                       | Произведено        | Примечания                                                                        |
| Ракетные комплексы                  | Ракетные комплексы | Ракетные комплексы                  | Ракетные комплексы    | Ракетные комплексы   | Ракетные комплексы                                  | Ракетные комплексы | Ракетные комплексы                                                                |
| ----------------------------------- | ------------------ | ----------------------------------- | --------------------- | -------------------- | --------------------------------------------------- | ------------------ | --------------------------------------------------------------------------------- |
| Ярс                                 |                    | МБР                                 | Серийное производство | МИТ                  | Воткинский завод                                    | >90                | -                                                                                 |
| Сармат                              |                    | МБР                                 | Серийное производство | ГРЦ Макеева          | Красмаш                                             | -                  | -                                                                                 |
| Искандер-М                          |                    | ОТРК                                | Серийное производство |                      |                                                     | >100               | -                                                                                 |
| Калибр                              |                    | Крылатая ракета                     | Серийное производство | Новатор              | Новатор                                             | -                  | -                                                                                 |
| Циркон                              |                    | Крылатая ракета                     | Серийное производство | НПО машиностроения   |                                                     | -                  | -                                                                                 |
| С-400                               |                    | ЗРК                                 | Серийное производство |                      | Алмаз-Антей                                         | >560               | -                                                                                 |
| С-500                               |                    | ЗРК                                 | Серийное производство | Алмаз-Антей          |                                                     | -                  | -                                                                                 |
| С-350                               |                    | ЗРК                                 | Серийное производство | Алмаз                |                                                     | >6                 | -                                                                                 |
| Бук-М3                              |                    | ЗРК                                 | Производство          | НИИП                 |                                                     | >60                | -                                                                                 |
| Панцирь-С                           |                    | ЗРПК                                | Серийное производство | КБП                  |                                                     | >290               | -                                                                                 |
| Верба                               |                    | ПЗРК                                | Серийное производство | КБМ                  |                                                     | -                  | -                                                                                 |
| Бал                                 |                    | БПРК                                | Серийное производство | КБМ                  |                                                     | >40                | -                                                                                 |
| Бастион                             |                    | БПРК                                | Производство          |                      | НПО машиностроения                                  | >60                | -                                                                                 |
| Хризантема-С                        |                    | ПТРК                                | Серийное производство | КБМ                  |                                                     | -                  | -                                                                                 |
| Самолёты                            |                    |                                     |                       |                      |                                                     |                    |                                                                                   |
| Су-30СМ                             |                    | Тяжёлый истребитель                 | Серийное производство | ОКБ Сухого           | ИАЗ                                                 | >100               | Эксплуатанты: Россия, Белоруссия, Казахстан.                                      |
| Су-30М2                             |                    | Тяжёлый истребитель                 | Серийное производство |                      | КнААЗ                                               | >10                | -                                                                                 |
| Су-30МК                             |                    | Тяжёлый истребитель                 | Серийное производство | ОКБ Сухого           | КнААЗ                                               | -                  | Основные эксплуатанты: Индия, Китай, Алжир, Вьетнам, Венесуэла, Малайзия.         |
| Су-35                               |                    | Тяжёлый истребитель                 | Серийное производство | ОКБ Сухого           | КнААЗ                                               | >70                | Эксплуатанты: Россия, Китай.                                                      |
| Су-57                               |                    | Тяжёлый истребитель                 | Серийное производство | ОКБ Сухого           | КнААЗ                                               | >15                | -                                                                                 |
| МиГ-29СМТ                           |                    | Лёгкий истребитель                  | Производство          |                      | РСК «МиГ»                                           | >10                | -                                                                                 |
| МиГ-35                              |                    | Лёгкий истребитель                  | Поступил в войска     | МиГ                  | Луховицкий авиастроительный завод им. П.А. Воронина | >6                 | -                                                                                 |
| Су-75                               |                    | Истребитель-перехватчик             | Разработка            | РСК «МиГ»            |                                                     | -                  | -                                                                                 |
| Су-34                               |                    | Фронтовой бомбардировщик            | Серийное производство | ОКБ Сухого           | НАЗ                                                 | >100               | Принят на вооружение ВВС России 20.03.2014.                                       |
| Ту-160М2                            |                    | Стратегический бомбардировщик       | Разработка            |                      | КАЗ                                                 | >1                 | -                                                                                 |
| ПАК ДА                              |                    | Стратегический бомбардировщик       | Разработка            | Туполев              |                                                     | -                  | -                                                                                 |
| Як-130                              |                    | Учебно-боевой самолёт               | Серийное производство | ОКБ им. Яковлева     | ИАЗ                                                 | >130               | Эксплуатанты: Россия, Алжир, Бангладеш, Белоруссия, Мьянма.                       |
| Як-152                              |                    | Учебно-тренировочный самолёт        | Лётные испытания      | «Иркут»              | ИАЗ                                                 | -                  | -                                                                                 |
| СР-10                               |                    | Учебно-тренировочный самолёт        | Проект закрыт         |                      |                                                     | -                  | -                                                                                 |
| Ил-76МД-90А                         |                    | Военно-транспортный самолёт         | Серийное производство | АК им. Ильюшина      | Авиастар-СП                                         | -                  | -                                                                                 |
| Ил-276                              |                    | Средний военно-транспортный самолёт | Разработка            |                      | Авиастар-СП                                         | -                  | -                                                                                 |
| Ил-112В                             |                    | Лёгкий военно-транспортный самолёт  | Работы приостановлены | АК им. Ильюшина      | ВАСО                                                | -                  | -                                                                                 |
| ПАК ТА                              |                    | Транспортный самолёт                | Разработка            |                      |                                                     | -                  | -                                                                                 |
| Ил-78                               |                    | Самолёт-заправщик                   | Лётные испытания      | ОКБ Ильюшина         | Авиастар-СП                                         | -                  | -                                                                                 |
| А-100                               |                    | Самолёт ДРЛО                        | Лётные испытания      |                      |                                                     | 1                  | -                                                                                 |
| Вертолёты                           |                    |                                     |                       |                      |                                                     |                    |                                                                                   |
| Ми-28Н                              |                    | Ударный вертолёт                    | Серийное производство | Завод им. Миля       | Роствертол                                          | -                  | Основные эксплуатанты: Россия, Ирак.                                              |
| Ка-52                               |                    | Ударный вертолёт                    | Серийное производство | ОКБ Камова           | Прогресс                                            | >170               | Эксплуатируется в России, осуществляется крупный заказ на поставку в Египет.      |
| СБВ                                 |                    | Ударный вертолёт                    | Разработка            | «Вертолёты России»   |                                                     | -                  | -                                                                                 |
| Ми-35М                              |                    | Транспортно-боевой вертолёт         | Серийное производство | ОКБ Миля             | Роствертол                                          | >120               | Основные эксплуатанты: Россия, Азербайджан, Ирак, Бразилия, Венесуэла, Индонезия. |
| Ми-26                               |                    | Тяжёлый транспортный вертолёт       | Серийное производство | Завод им. Миля       | Роствертол                                          | >300               | -                                                                                 |
| Ми-38                               |                    | Средний вертолёт                    | Серийное производство | ОКБ Миля             | КВЗ                                                 | >13                | Сертифицирован в декабре 2015 года.                                               |
| Ми-8                                |                    | Многоцелевой вертолёт               | Серийное производство |                      | КВЗ, У-УАЗ                                          | >17 000            | -                                                                                 |
| Ка-226                              |                    | Многоцелевой вертолёт               | Серийное производство | Камов                | КумАПП                                              | >250               | -                                                                                 |
| Беспилотные летательные аппараты    |                    |                                     |                       |                      |                                                     |                    |                                                                                   |
| Орлан-10                            |                    | БПЛА                                | Производство          | СТЦ                  |                                                     | >1000              | -                                                                                 |
| Тахион                              |                    | БПЛА                                | Производство          |                      |                                                     | -                  | -                                                                                 |
| ZALA                                |                    | БПЛА                                | Производство          |                      |                                                     | -                  | -                                                                                 |
| Дозор-600                           |                    | БПЛА                                | Разработка            | Транзас              |                                                     | -                  | -                                                                                 |
| Альтаир                             |                    | БПЛА                                | Производство          |                      |                                                     | -                  | -                                                                                 |
| Орион                               |                    | БПЛА                                | Лётные испытания      |                      |                                                     | >30                | -                                                                                 |
| Танки                               |                    |                                     |                       |                      |                                                     |                    |                                                                                   |
| Т-90                                |                    | Основной танк                       | Серийное производство |                      | Уралвагонзавод                                      | >300               | -                                                                                 |
| Т-14                                |                    | Основной танк                       | Войсковые испытания   |                      | Уралвагонзавод                                      | 30                 | -                                                                                 |
| Т-72Б3                              |                    | Основной танк                       | Серийное производство |                      | Уралвагонзавод                                      | >1200              | -                                                                                 |
| Т-80БВМ                             |                    | Основной танк                       | Серийное производство |                      | Омсктрансмаш                                        | >-                 | -                                                                                 |
| Боевые машины пехоты                |                    |                                     |                       |                      |                                                     |                    |                                                                                   |
| БМП-3                               |                    | БМП                                 | Серийное производство |                      | Курганмашзавод                                      | >900               | -                                                                                 |
| Т-15                                |                    | Тяжёлая БМП                         | Испытания             |                      | Уралвагонзавод                                      | -                  | -                                                                                 |
| Объект 695                          |                    | БМП                                 | Разработка            | Тракторные заводы    | Курганмашзавод                                      | -                  | -                                                                                 |
| Бумеранг                            |                    | БМП                                 | Испытания             |                      | АМЗ                                                 | -                  | -                                                                                 |
| Боевые машины десанта               |                    |                                     |                       |                      |                                                     |                    |                                                                                   |
| БМД-4М                              |                    | БМД                                 | Серийное производство |                      | ВТЗ                                                 | >350               | -                                                                                 |
| Бронетранспортёры                   |                    |                                     |                       |                      |                                                     |                    |                                                                                   |
| БТР-82А                             |                    | БТР                                 | Серийное производство |                      | АМЗ                                                 | >1 400             | -                                                                                 |
| БТР-МДМ                             |                    | БТР                                 | Серийное производство |                      | КМЗ                                                 | >200               | -                                                                                 |
| Объект 693                          |                    | БТР                                 | Серийное производство | Тракторные заводы    | Курганмашзавод                                      | -                  | -                                                                                 |
| Самоходные артиллерийские установки |                    |                                     |                       |                      |                                                     |                    |                                                                                   |
| Мста-С                              |                    | САУ                                 | Серийное производство | Уралтрансмаш         |                                                     | 720                | -                                                                                 |
| Коалиция-СВ                         |                    | САУ                                 | Испытания             |                      |                                                     | ~12                | -                                                                                 |
| Надводные корабли                   |                    |                                     |                       |                      |                                                     |                    |                                                                                   |
| Лидер                               |                    | Эсминец                             | Разработка            | СПКБ                 |                                                     | -                  | -                                                                                 |
| Проект 11356                        |                    | Фрегат                              | Производство          | СПКБ                 | Янтарь                                              | 3                  | -                                                                                 |
| Проект 22350                        |                    | Фрегат                              | Производство          | СПКБ                 | Северная верфь                                      | 3                  | -                                                                                 |
| Проект 20380                        |                    | Корвет                              | Производство          | Алмаз                | Северная верфь, АСЗ                                 | 8                  | -                                                                                 |
| Проект 20385                        |                    | Корвет                              | Производство          | Алмаз                | Северная верфь                                      | -                  | -                                                                                 |
| Проект 20386                        |                    | Корвет                              | Производство          | Алмаз                | Северная верфь                                      | -                  | -                                                                                 |
| Буян-М                              |                    | МРК                                 | Серийное производство | ЗПКБ                 | Зеленодольский завод                                | 5                  | -                                                                                 |
| Каракурт                            |                    | МРК                                 | Производство          | Алмаз                | Пелла, Зеленодольский завод, Море                   | -                  | -                                                                                 |
| Грачонок                            |                    | Боевой катер                        | Серийное производство | Вымпел               | Зеленодольский завод, Вымпел                        | 16                 | -                                                                                 |
| Проект 23550                        |                    | Патрульный корабль                  | Производство          | КГНЦ                 | Пелла                                               | -                  | -                                                                                 |
| Проект 22160                        |                    | Патрульный корабль                  | Производство          | Зеленодольский завод | Зеленодольский завод                                | 4                  | -                                                                                 |
| Раптор                              |                    | Патрульный катер                    | Производство          |                      | Пелла                                               | 17                 | -                                                                                 |
| Проект 11711                        |                    | Десантный корабль                   | Производство          | НПКБ                 | Янтарь                                              | 2                  | -                                                                                 |
| Проект 23900                        |                    | Десантный корабль                   | Разработка            | НПКБ                 | Залив                                               | -                  | -                                                                                 |
| Александрит                         |                    | Тральщик                            | Серийное производство |                      | СНСЗ                                                | 7                  | -                                                                                 |
| Подводные лодки                     |                    |                                     |                       |                      |                                                     |                    |                                                                                   |
| Борей-А                             |                    | РПКСН                               | Производство          | Рубин                | Севмаш                                              | -                  | -                                                                                 |
| Ясень-М                             |                    | ПЛАРК                               | Производство          | Малахит              | Севмаш                                              | -                  | -                                                                                 |
| Варшавянка                          |                    | ДЭПЛ                                | Серийное производство |                      | Адмиралтейские верфи                                | >20                | -                                                                                 |
| Лада                                |                    | ДЭПЛ                                | Производство          | Рубин                | Адмиралтейские верфи                                | 1                  | -                                                                                 |
| Хаски                               |                    | АПЛ                                 | Разработка            | Малахит              |                                                     | -                  | -                                                                                 |
| Калина                              |                    | ДЭПЛ                                | Разработка            | Рубин                |                                                     | -                  | -                                                                                 |

| Название        | Фото            | Тип             | Статус          | Разработчики    | Производители                        | Произведено     | Примечания      |
| Бронеавтомобили | Бронеавтомобили | Бронеавтомобили | Бронеавтомобили | Бронеавтомобили | Бронеавтомобили                      | Бронеавтомобили | Бронеавтомобили |
| --------------- | --------------- | --------------- | --------------- | --------------- | ------------------------------------ | --------------- | --------------- |
| Тигр            |                 | Бронеавтомобиль | Производство    | ГАЗ             | Арзамасский машиностроительный завод | >40 000         | -               |

## Реализация продукции

### Гособоронзаказ
В начале 1990-х годов гособоронзаказ был резко сокращён, что привело к резкому ухудшению положения многих предприятий ОПК, платежи за поставленную по госзаказу продукцию в эти годы часто задерживались.
В 1996 году гособоронзаказ был профинансирован примерно на 50 %, в 1997 году — на 21 %.
В 2000 году в рамках гособоронзаказа на закупку военной техники было выделено
46 млрд рублей,
в 2001 году — 57 млрд рублей,
в 2002 году — 79 млрд рублей,
в 2003 году — 111 млрд рублей,
в 2004 году — около 136 млрд рублей (4,7 млрд долл.), сравнявшись по объёму с поставками вооружений на экспорт.
С 2005 года гособоронзаказ увеличивался на треть ежегодно.
В конце 2009 года российский ОПК поставил Ракетным войскам стратегического назначения первое боевое подразделение подвижных ракетных комплексов РС-24 «Ярс», оснащённых разделяющимися головными частями.
Объёмы государственных закупок новой военной техники на 2010 год планировались в размере 375 млрд рублей. За 2010 год в российские войска были поставлены 20 тыс. единиц вооружения и военной техники, в том числе 27 баллистических ракет стратегического назначения, 34 стратегические крылатые ракеты, 6 космических аппаратов, 21 самолёт, 37 вертолётов, 19 ЗРК, 61 танк, 325 боевых бронированных машин.
Была принята Государственная программа вооружений на период 2011—2020 годов, на реализацию которой предусмотрено более 19 трлн рублей.
30 ноября 2022 года министр обороны Сергей Шойгу заявил об увеличении в 2023 году финансирования гособоронзаказа в полтора раза с целью обеспечения соединений и воинских частей постоянной готовности вооружением и техникой на уровне 97 %. По его мнению, при сохранении максимально возможного объёма производства и опережающих поставок в войска уровень выполнения гособоронзаказа будет обеспечен не менее чем на 99 %.
В 2022 году из-за увеличения гособоронзаказа предприятия «Ростеха» выпустили 296 военных и военно-транспортных вертолётов, тогда как в 2021 году выпуск составлял 134 штуки.

### Экспорт

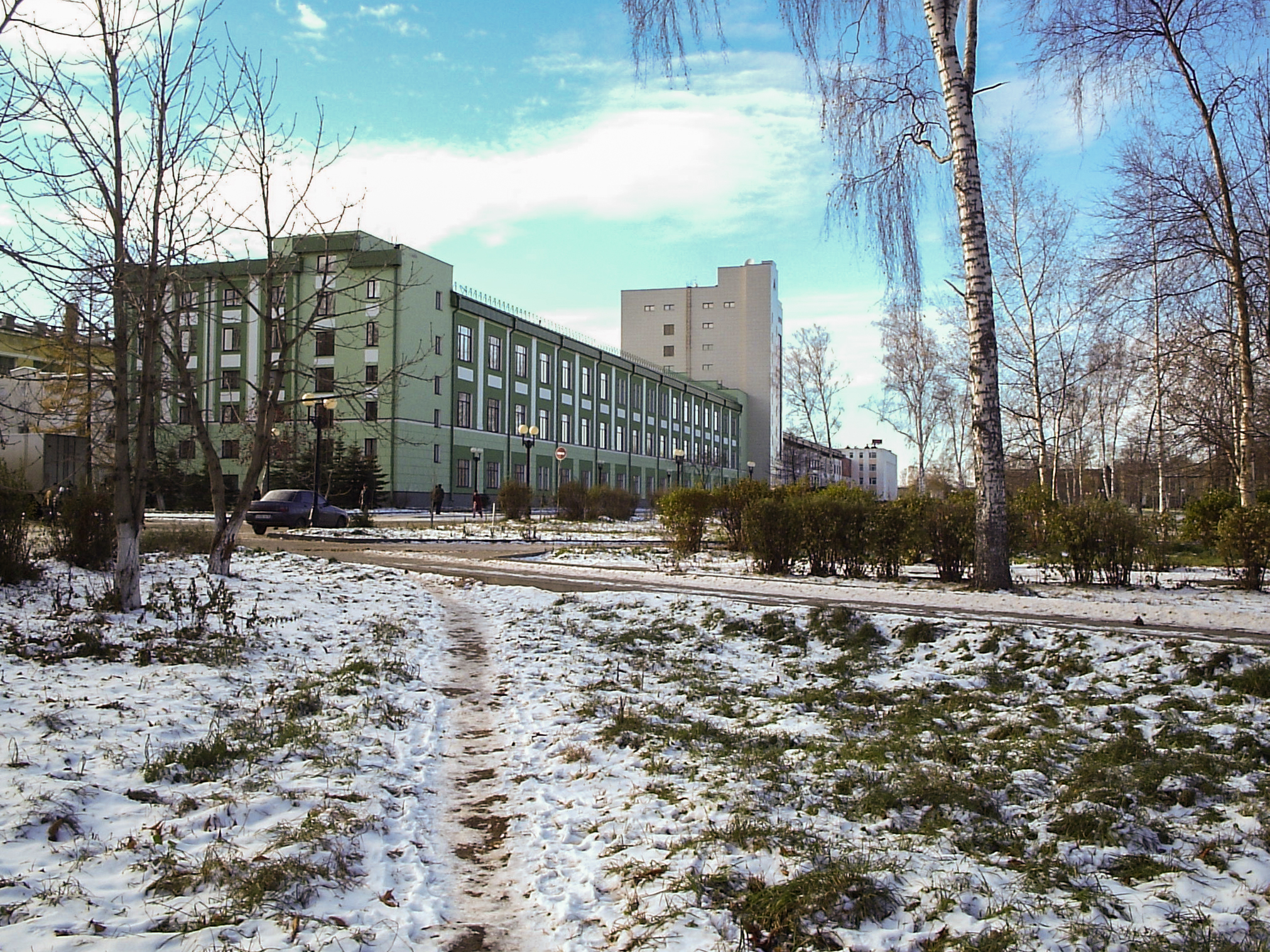
Здание НПО «Сатурн»

Доля России на мировом рынке вооружений составляет 25 % (на 2016) и уступает только доле США (33 %).
Торговые партнёры
В 2004 году Россия экспортировала вооружения в 57 стран, в 2005 году — в 61 страну, в 2006 году — в 64 страны. В 2009 году Россия имела военно-техническое сотрудничество более чем с 80 государствами мира и осуществляла поставки продукции военного назначения в 62 страны. 

Россия имеет многомиллиардные контракты на поставку вооружений и продукции двойного назначения с
Индией,
Венесуэлой,
Китаем,
Вьетнамом,
Алжиром,
Кувейтом,
Грецией,
Ираном,
Бразилией,
Египтом, Сирией, Малайзией, Индонезией. 

В 2019 году крупнейшими партнёрами традиционно были Китай, Индия и Египет и появился новый партнёр, который впервые вошёл в пятёрку главных покупателей российской военной техники — Турция (ей был поставлен первый полковой комплект С-400).
На 2021 год крупнейшим импортёром российской оборонной продукции стала Чехия (683 млн долл.), также Алжир (603 млн долл.) и Китай (488 млн долл.).
В военно-техническом сотрудничестве практически произошёл отход от расчётов в долларах и расчёты сейчас производятся в значительной части в национальных валютах, прежде всего в рублях.
В июне 2024 года президент РФ Владимир Путин заявил о возможных поставках противникам Запада высокоточного российского дальнобойного оружия, в качестве ассиметричного ответа на удары аналогичным западным оружием по РФ с территории Украины.
Структура поставок
Примерно 45 % поставок — это авиатехника, почти треть приходится на технику ПВО и около 15 % — на сухопутную технику; остальное составляют техника для военно-морских сил и другая продукция (так, в 2006 году на долю поставок для ВВС приходилось 50 % объёма экспорта, для ВМС — 27 %, для сухопутных войск — 11 %, для ПВО — 9 %). 

Согласно данным СИПРИ, доля поставок боевых самолётов в период 2005—2009 гг. составила для России 40 % от общего объёма экспорта, согласно данным Рособоронэкспорта эта доля составляет примерно 50 % от объёма всех продаж российских вооружений.
Объёмы поставок
В 1995—2001 годах экспорт российских вооружений составлял около 3 млрд долл. ежегодно.
Затем он начал расти, составив в 2002 году 4,8 млрд долл..
- в 2003 году — 5,0 млрд долл.[5],
- в 2004 году — свыше 5,5 млрд долл.[39][58].
- в 2005 году — 6,1 млрд долл.[60].
- в 2006 году — 6,4 млрд долл.[39][58].
- в 2007 году — 7 млрд долл.
- в 2009 году — свыше 8,8 млрд долл. (260 млрд рублей)[61].
- в 2011 году — около 12 млрд долл.[62]
- в 2018 году — 13,7 млрд долл.[63][64]
- в 2019 году — 15,2 млрд долл.[64][65]
- в 2020 году — 11,48 млрд долл. (снижение на 15,6 %)[54]; по итогам года — 15,6 млрд долл.[66]

Объёмы заказов
В 2005 году Россия подписала контракты на экспорт вооружений на сумму 6,9 млрд долл., в 2007 году — около 10,5 млрд долл.. 

На начало 2006 года объём экспортного портфеля заказов в ОПК России составлял 22 млрд долл. 

По итогам 2009 года, портфель заказов «Рособоронэкспорта» вырос с 22 до 32 млрд долларов.
На начало 2020 года портфель заказов оценивался примерно в $55 млрд. 
По данным Федеральной службы по военно-техническому сотрудничеству, в мае 2023 года количество заказов на российское оружие сохранялось на уровне нескольких последних лет — 50-55 млрд долларов. По словам главы ФСВТС РФ Дмитрия Шугаева сотрудничество по экспорту оружия из России развивалось не только с дружественными странами, но и c государствами, находящимися под серьёзным влиянием Запада.